# Laurent Jans
Laurent Jans (* 5. srpna 1992, Lucemburk, Lucembursko) je lucemburský fotbalový obránce a reprezentant, hráč nizozemského klubu Sparta Rotterdam.

## Klubová kariéra
V Lucembursku hrál v letech 2011–2014 za klub CS Fola Esch. V roce 2015 odešel na své první zahraniční angažmá do sousední Belgie do klubu Waasland-Beveren.

## Reprezentační kariéra
V A-mužstvu Lucemburska debutoval 16. 10. 2012 v kvalifikačním zápase v Ramat Ganu proti týmu Izraele (prohra 0:3).